# Polyphonie de Tende
La polyphonie de Tende est un ensemble de chants de compagnie dont la technique vocale utilise entre deux et quatre voix. 
Les chants polyphoniques de Tende sont inscrits à l’Inventaire du patrimoine culturel immatériel en France.

## Façons de chanter
« La polyphonie de Tende est une technique vocale qui utilise entre deux et quatre voix, la première et les basses, éventuellement une seconde et une quatrième tenue par les femmes. Le son est produit par une voix de tête qui utilise les cavités crâniennes comme caisse de résonance et qui provoque une nasalisation très puissante. [...] Sur le plan de l’exécution collective, la première voix commence le chant et s'y ajoutent progressivement les basses et les autres voix. »
— Cyril Isnart, Le chants des origines. Musique et frontière dans les Alpes.

## Répertoire
Le répertoire, sans originalité spécifique se voit s'uniformiser à la suite du service militaire et de l'édition phonographique. Tout ou partie du répertoire est chantée lors de repas de famille, de fêtes de village (religieuses ou laïques) ou de diverses soirées telles que les repas associatifs, dès lors que l'occasion se veut conviviale comme sur les places du village... C'est d'ailleurs la fréquentation des fêtes qui permet un renouvellement du répertoire et du style de chant.